# بوريس كازاكوف
بوريس كازاكوف (6 نوفمبر 1940 في روسيا - 25 نوفمبر 1978 في روسيا) هو مدرب كرة قدم ولاعب كرة قدم (وحمل سابقاً جنسية الاتحاد السوفيتي) في مركز الهجوم. شارك مع منتخب الاتحاد السوفييتي لكرة القدم. أما مع النوادي، فقد لعب مع نادي سيسكا موسكو ونادي كريليا سوفيتوف سامارا وFC Balakovo ‏.

## وصلات خارجية
- بوريس كازاكوف على موقع الاتحاد الدولي (مؤرشف)  (الإنجليزية)
- بوريس كازاكوف على موقع ناشيونال فوتبول تيمز (الإنجليزية)